# Mali ditrigonalni dodeciikozidodekaeder
| Mali ditrigonalni dodeciikozidodekaeder                          | Mali ditrigonalni dodeciikozidodekaeder                |
| ---------------------------------------------------------------- | ------------------------------------------------------ |
|                                                                  |                                                        |
| Vrsta                                                            | uniformni zvezdni polieder                             |
| Elementi                                                         | F = 44, E = 120, V =60 ({\displaystyle \chi \,} = -16) |
| Stranske ploskve po stranicah                                    | 20{3}+12{5/2}+12{10}                                   |
| Wythoffov simbol                                                 | 3/2 4 \| 4 3 4/3 \| 4                                  |
| Simetrijska grupa                                                | Oh, [4,3], *432                                        |
| Bowerjeva okrajšava                                              | Sidditdid                                              |
| Sklici                                                           | U43, C55, W82                                          |
| mali ditrigonalni dodekakronski heksekontaeder (dualni polieder) | 3.10.5/3.10 slika oglišč                               |

Mali ditrigonalni dodeciikozidodekaeder je nekonveksni uniformni polieder z oznako (indeksom) U43. Njegova slika oglišč je križni štirikotnik. 

## Sorodni poliedri
Ima enako razvrstitev oglišč kot veliki zvezdni prisekan dodekaeder. Razen tega ima enake robove kot mali ikoziikozidodekaeder, ki ima skupne trikotne in pentagramske stranske ploskve ter mali dodeciikozaeder, ki pa ima skupne desetkotne stranske ploskve. 
| veliki zvezdni prisekan dodekaeder | maliikoziikozidodekeder | mali ditrigonalni dodeciikozidodekaeder | mali dodeciikozaeder |